# Ludwik Wojtyczko

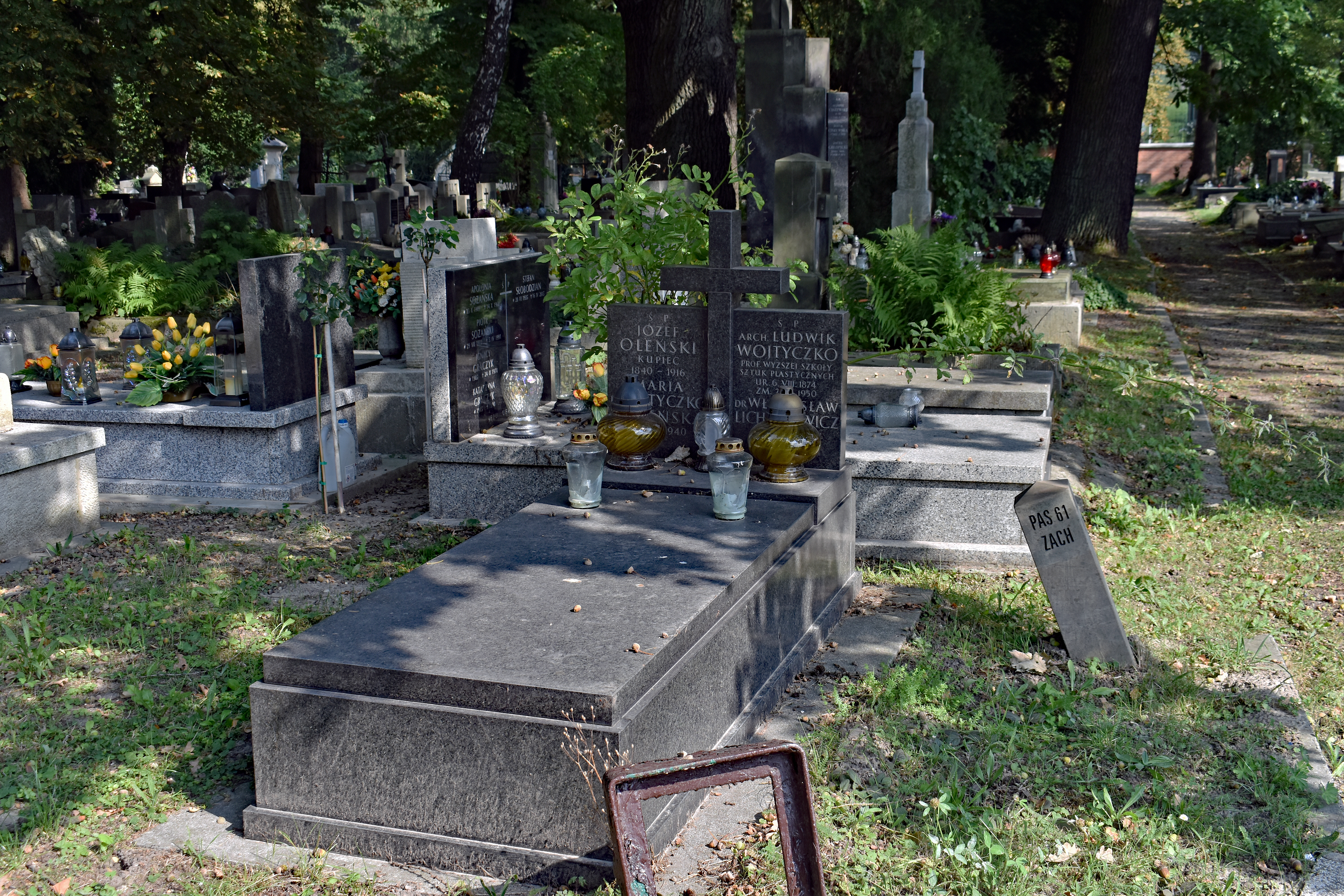
Cmentarz Rakowicki.
Grób Ludwika Wojtyczki.

Ludwik Wojtyczko (ur. 6 sierpnia 1874 w Krakowie, zm. 21 czerwca 1950 tamże) – polski architekt, tworzący m.in. w stylu secesji i modernizmu, projektant wnętrz i przedmiotów użytkowych.

## Życiorys
W 1898 został absolwentem Szkoły Przemysłowej w Krakowie, praktykował u Tadeusza Stryjeńskiego i Sławomira Odrzywolskiego. W 1905 został właścicielem biura architektoniczno-budowlanego. Wykładał w Szkole Przemysłu Artystycznego. W 1906 wygrał konkurs na budowę secesyjnej kamienicy Celestyna Czynciela na Rynku Głównym 4. W latach 1905–1906 zaprojektował małą salę restauracyjną Teatru Starego w Krakowie oraz w latach 1906–1907 budynek Zakładu Witraży S.G. Żeleńskiego. W 1912 wykonał projekt pawilonu głównego na wystawę Architektura Wnętrz w Otoczeniu Ogrodowym, która miała miejsce na krakowskich Oleandrach. W latach 1911–1913 wraz z Kazimierzem Wyczyńskim zaprojektował wystrój Banku Przemysłowego na Rynku Głównym 31. W 1913 wygrał konkurs na projekt nowego gmachu dla Uniwersytetu we Lwowie. Należał do Towarzystwa Polska Sztuka Stosowana, był jednym z redaktorów miesięcznika „Architekt”.
Po I wojnie światowej stał się jednym z czołowych krakowskich architektów modernizmu. W latach 1922–1923 zaprojektował budynek krakowskiej Giełdy Towarowo-Pieniężnej przy ul. św. Tomasza 43 (obecnie siedziba Akademii Muzycznej w Krakowie). W 1927 zaprojektował dom dla profesorów UJ przy pl. Inwalidów 4. W 1928 powstał drugi z domów profesorów UJ przy al. Słowackiego 15a (na rogu z ul. Łobzowską), zyskał on miano trumny lub czarnego domu z uwagi na charakterystyczną dekorację z pasów czarnej i błyszczącej ceramiki wykonaną specjalnie dla tego projektu w Grudziądzu. Fasada tego domu jest jednym z ciekawszych rozwiązań w architekturze międzywojennej. 10 lipca 1928 podjęto uchwałę o budowie kościoła Matki Bożej Nieustającej Pomocy w Ciężkowicach zgodnie z projektem Ludwika Wojtyczki.
W latach 1931–1936 wspólnie z Józefem Rybickim zaprojektował Dom Śląski przy ulicy Pomorskiej 2. Najsłynniejszą jednak realizacją Wojtyczki jest kompleks budynków siedzib Sejmu Śląskiego i Urzędu Wojewódzkiego w Katowicach z 1929. Pod względem kubatury (161 474 m³) jest największą zrealizowaną budowlą w okresie międzywojennym w Polsce.
Pochowany na cmentarzu Rakowickim w Krakowie (PAS 61-płd-zach-narożnik).

## Ordery i odznaczenia
- Złoty Krzyż Zasługi (22 kwietnia 1939)[6]

## Projekty

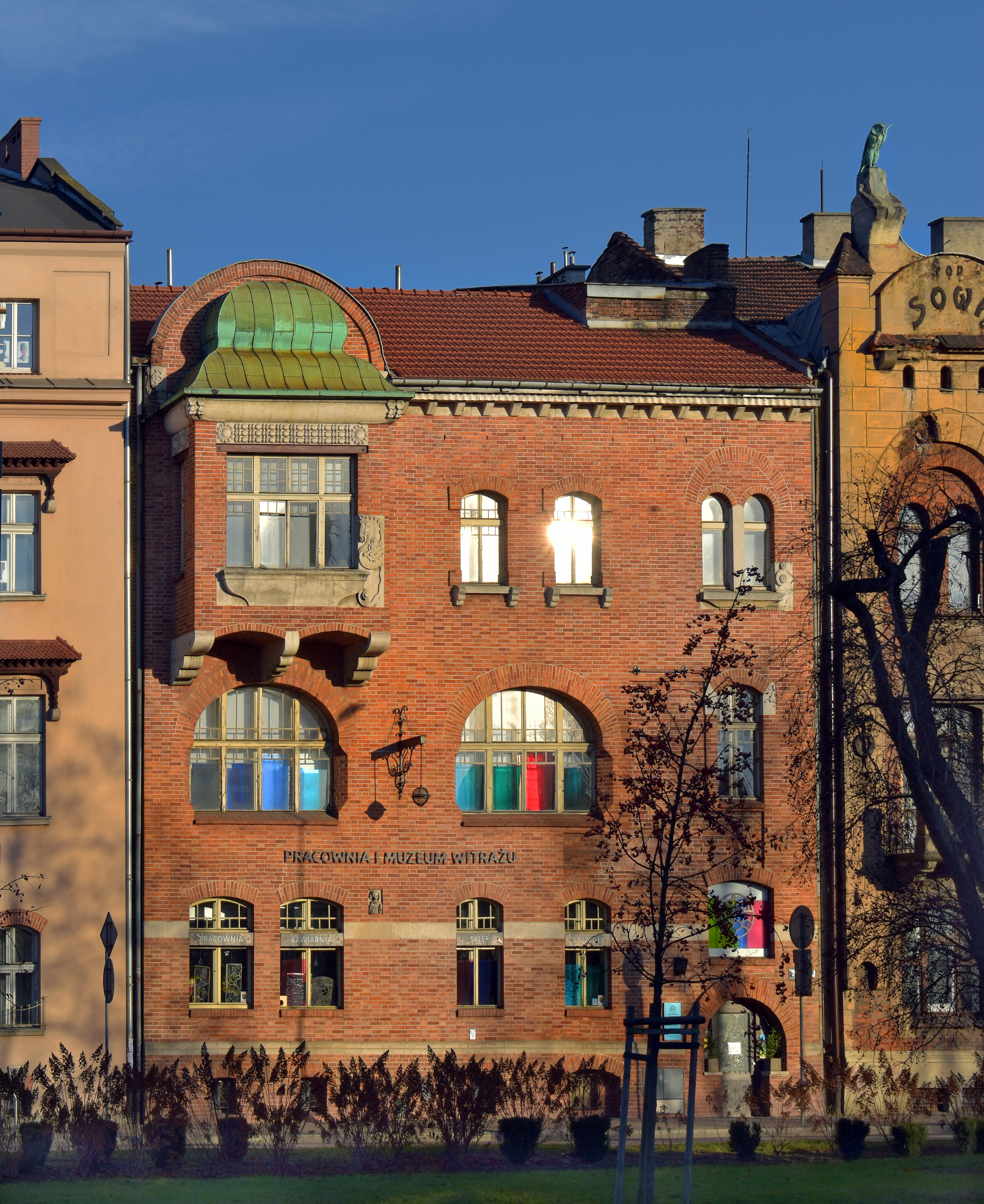
Zakład Witrażów S.G. Żeleński (1906), Kraków al. Krasińskiego 23
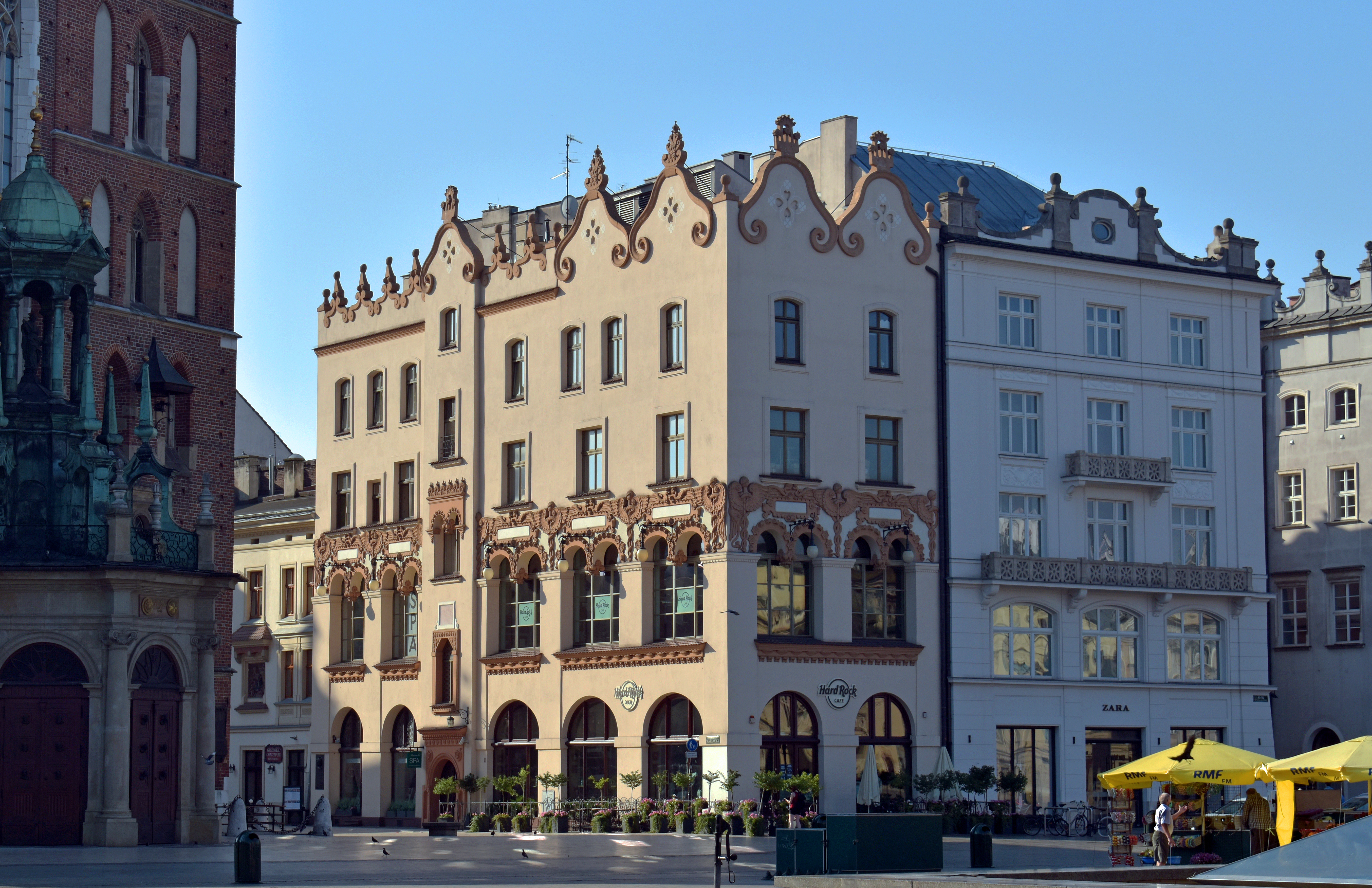
Kamienica Czyncielów (1907) Kraków pl. Mariacki 9 (Rynek Główny 4)
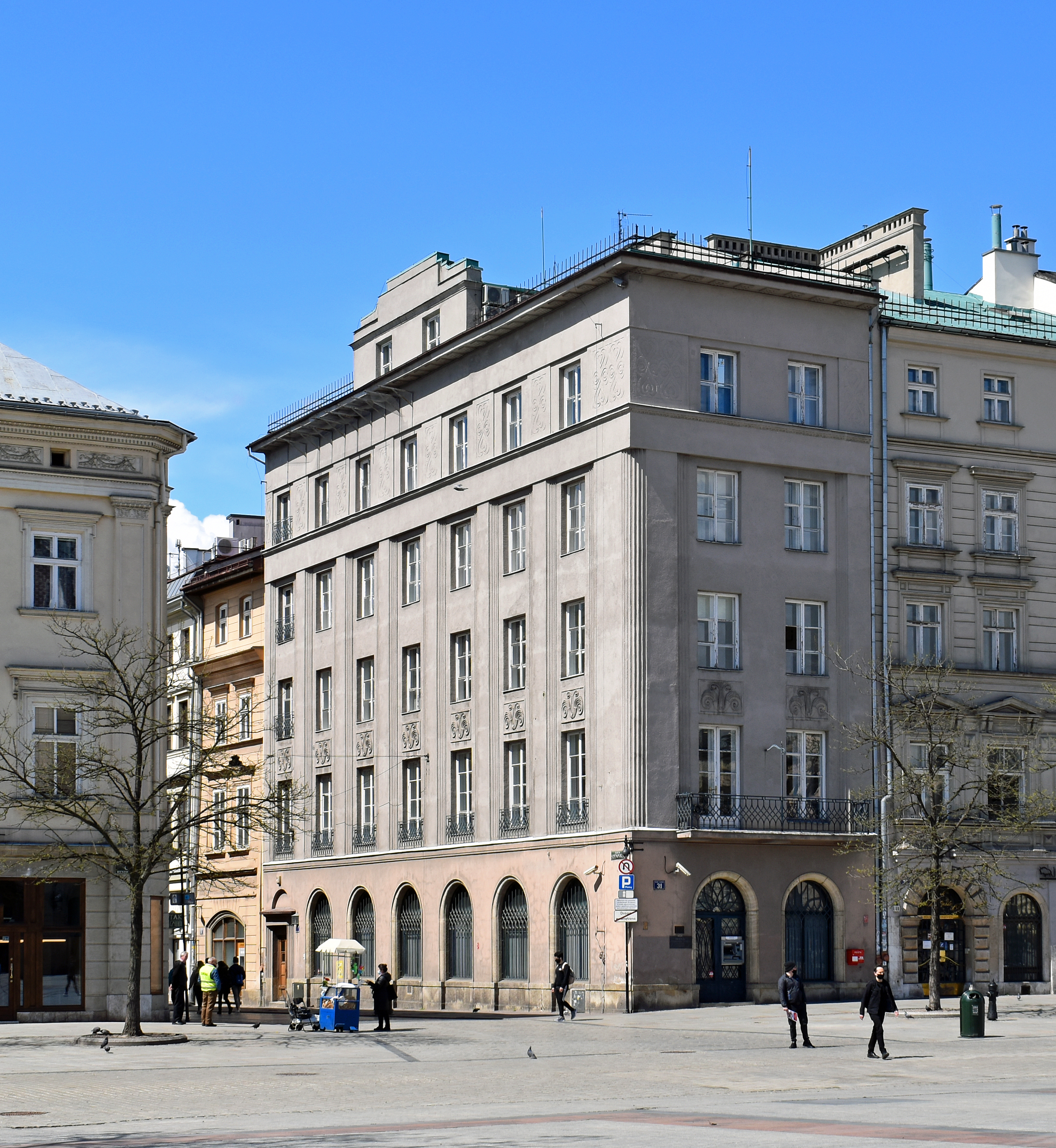
Budynek ówczesnego Banku Przemysłowego, ob. banku Pekao SA (1913), Kraków Rynek Główny 31 ( ul. Szewska 1)
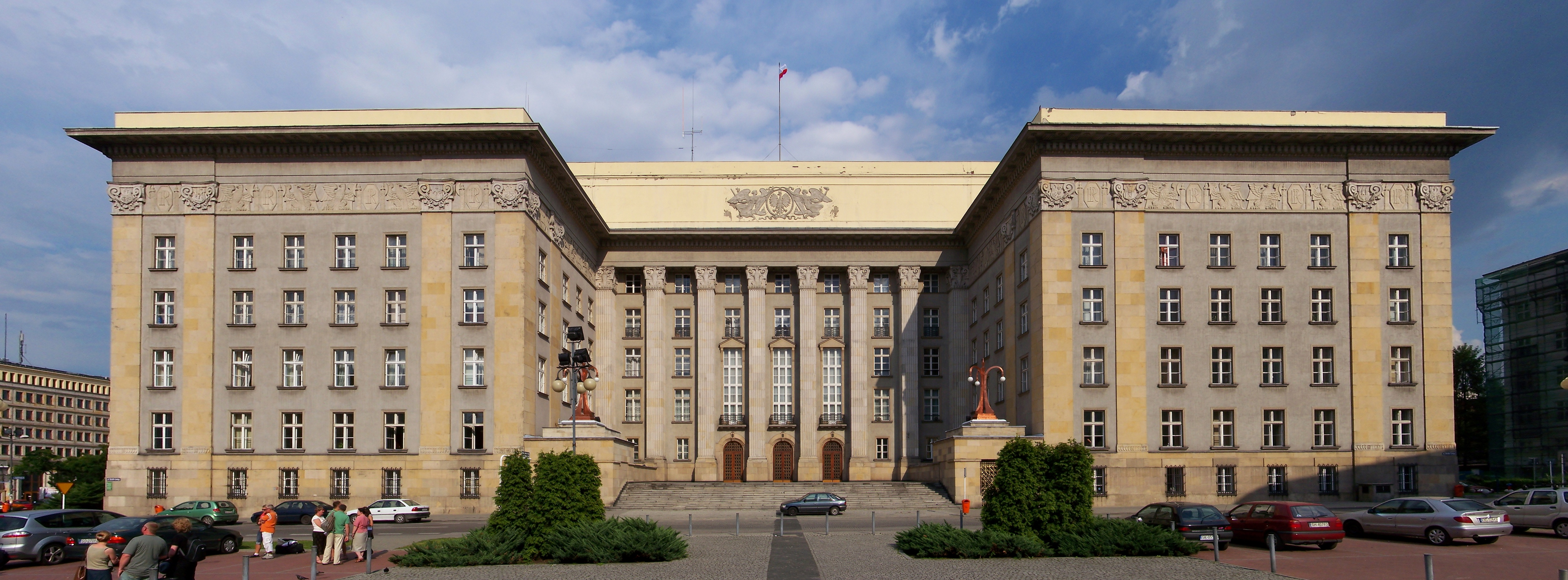
Gmach Sejmu Śląskiego (1920), Katowice ul. Jagiellońska 25
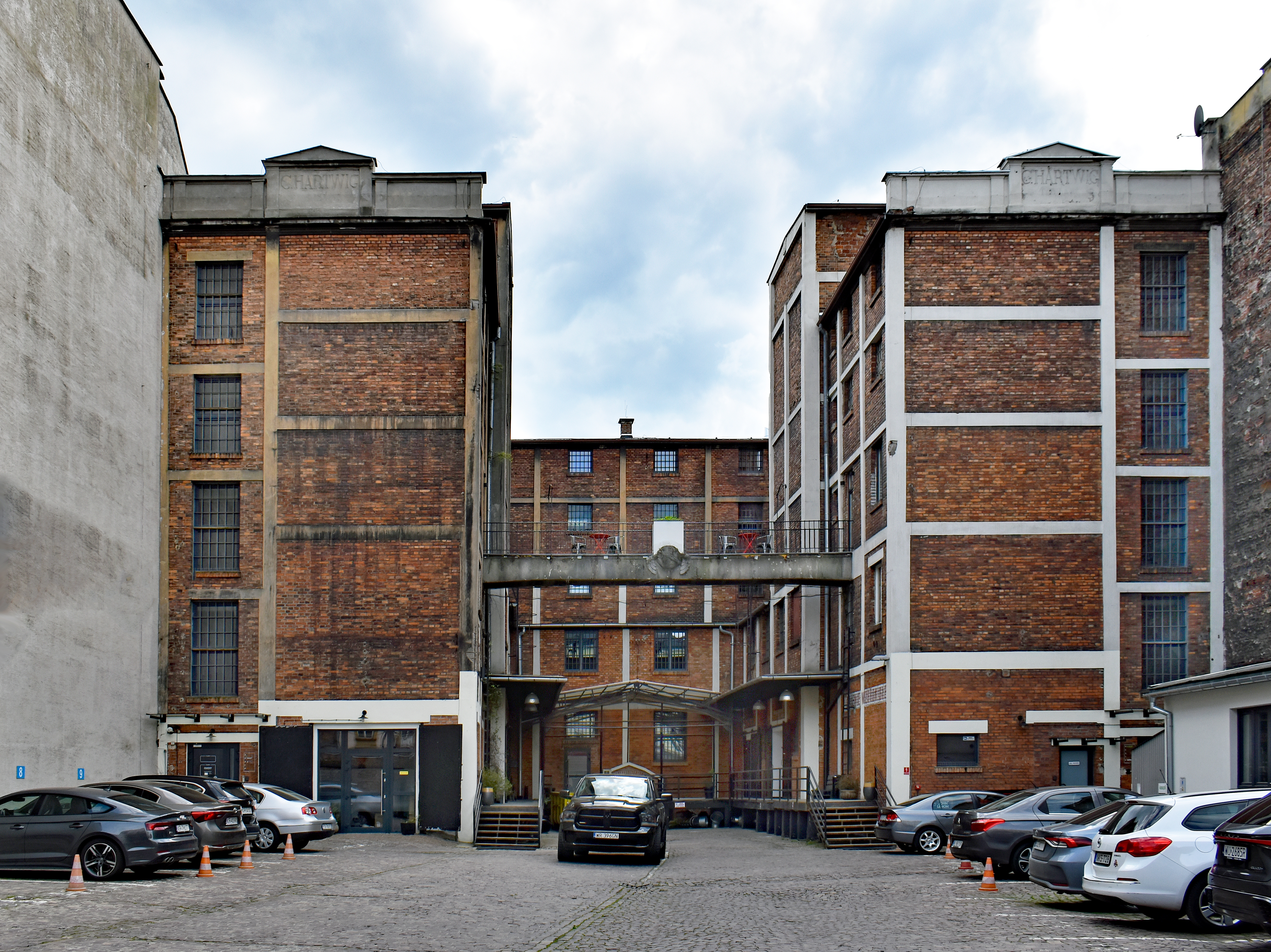
Magazyny C. Hartwig S.A. (1920), Kraków ul. Długa 72
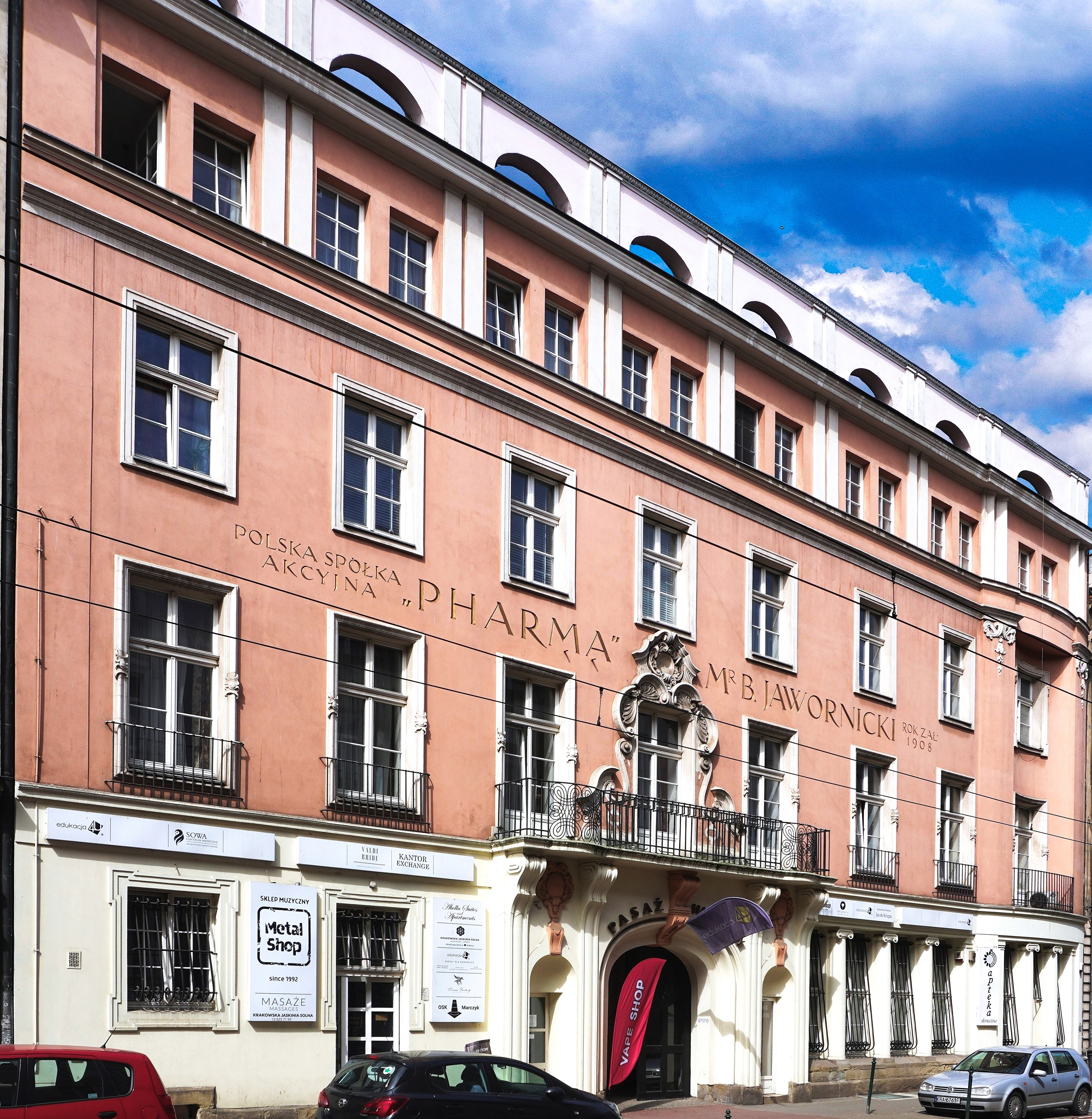
Kamienica, dawna hutrownia apteczna i wytwórnia leków Spółki Akcyjnej „Pharma” (1920–1923), Kraków ul. Długa 48
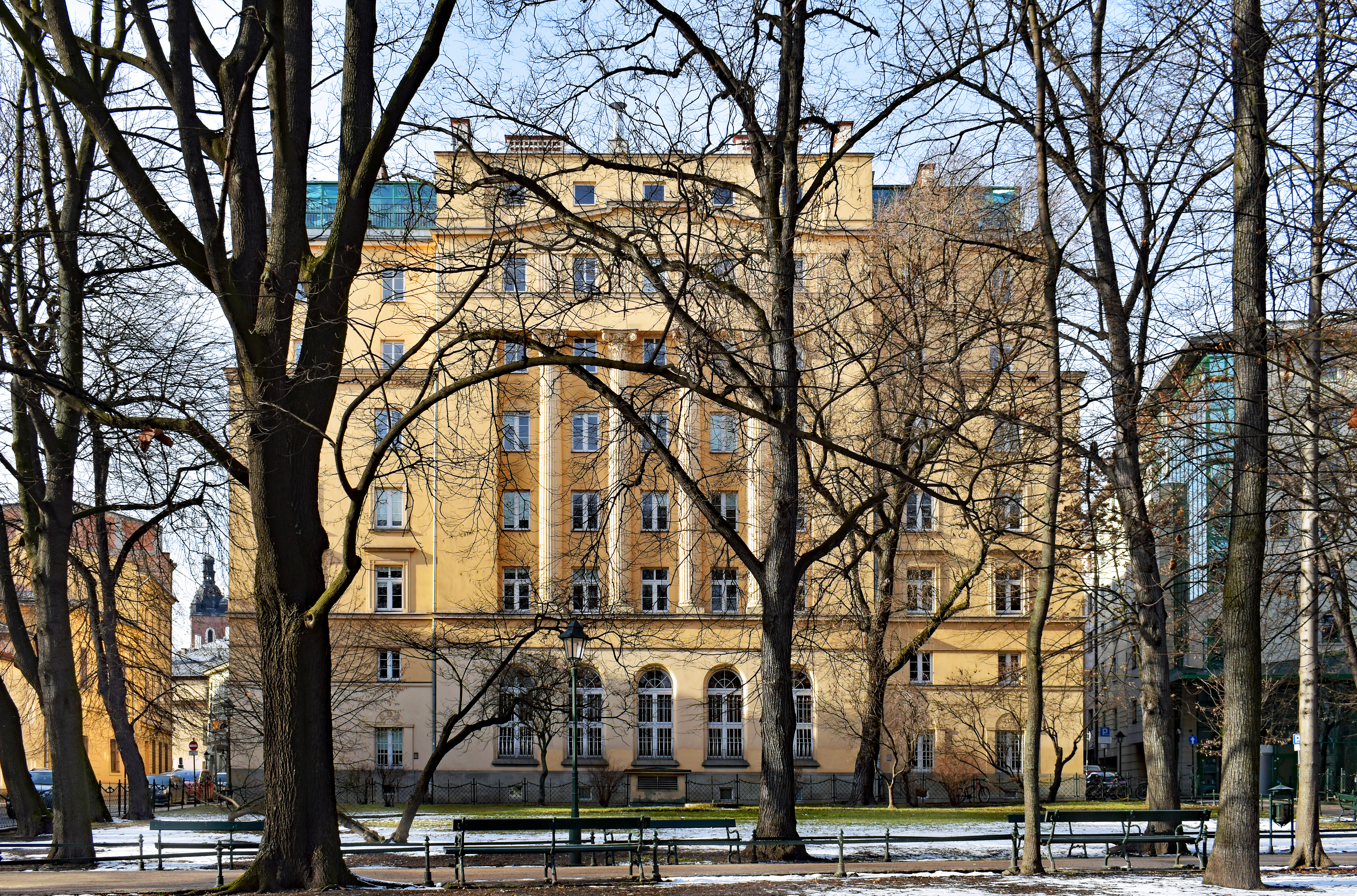
Budynek d. Giełdy Towarowo-Pieniężnej (1921) Kraków, ul. św. Tomasza 43
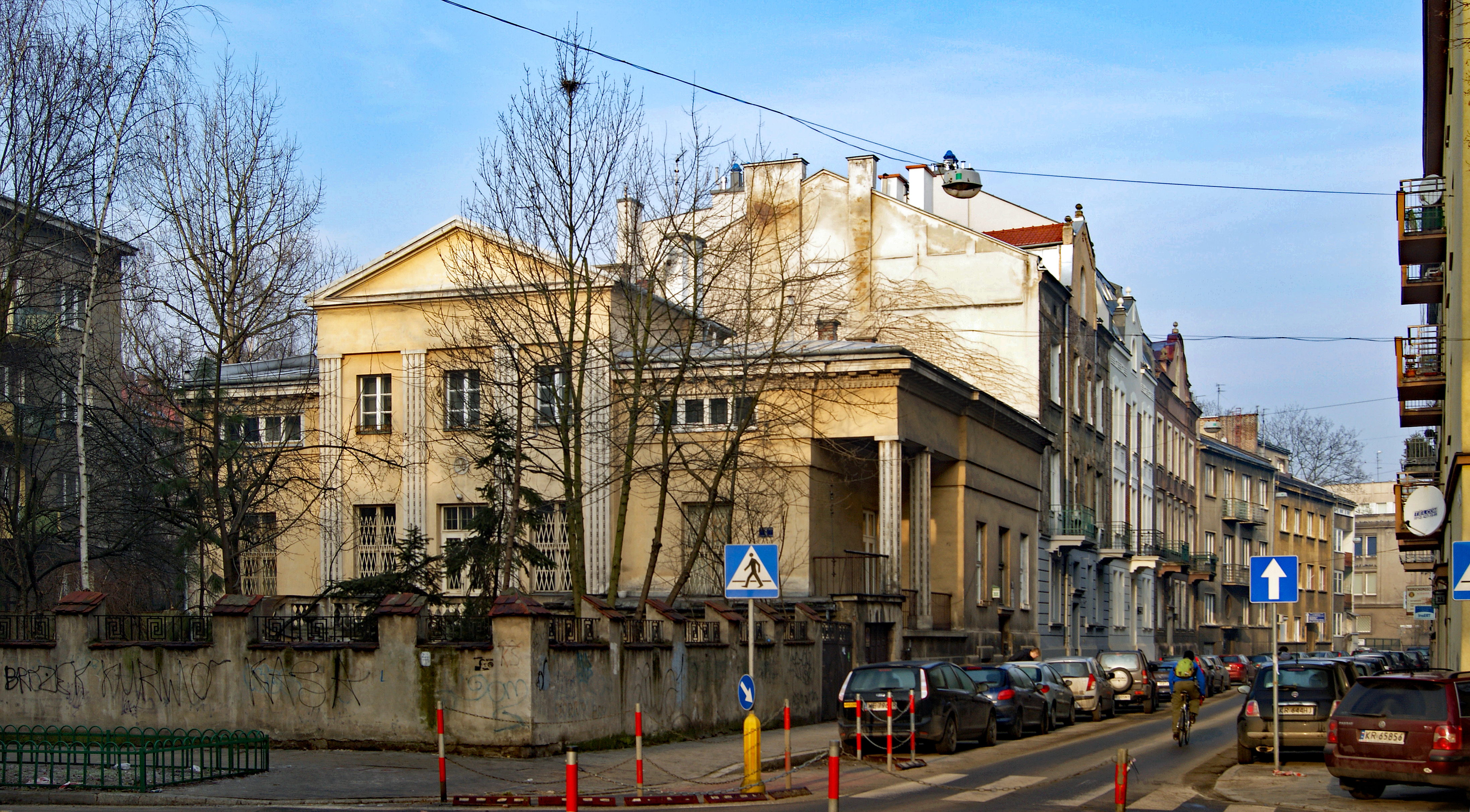
Willa Kazimierza Lewandowskiego (1923), Kraków,  ul. J.I. Kraszewskiego 22 (ul. Salwatorska 9)
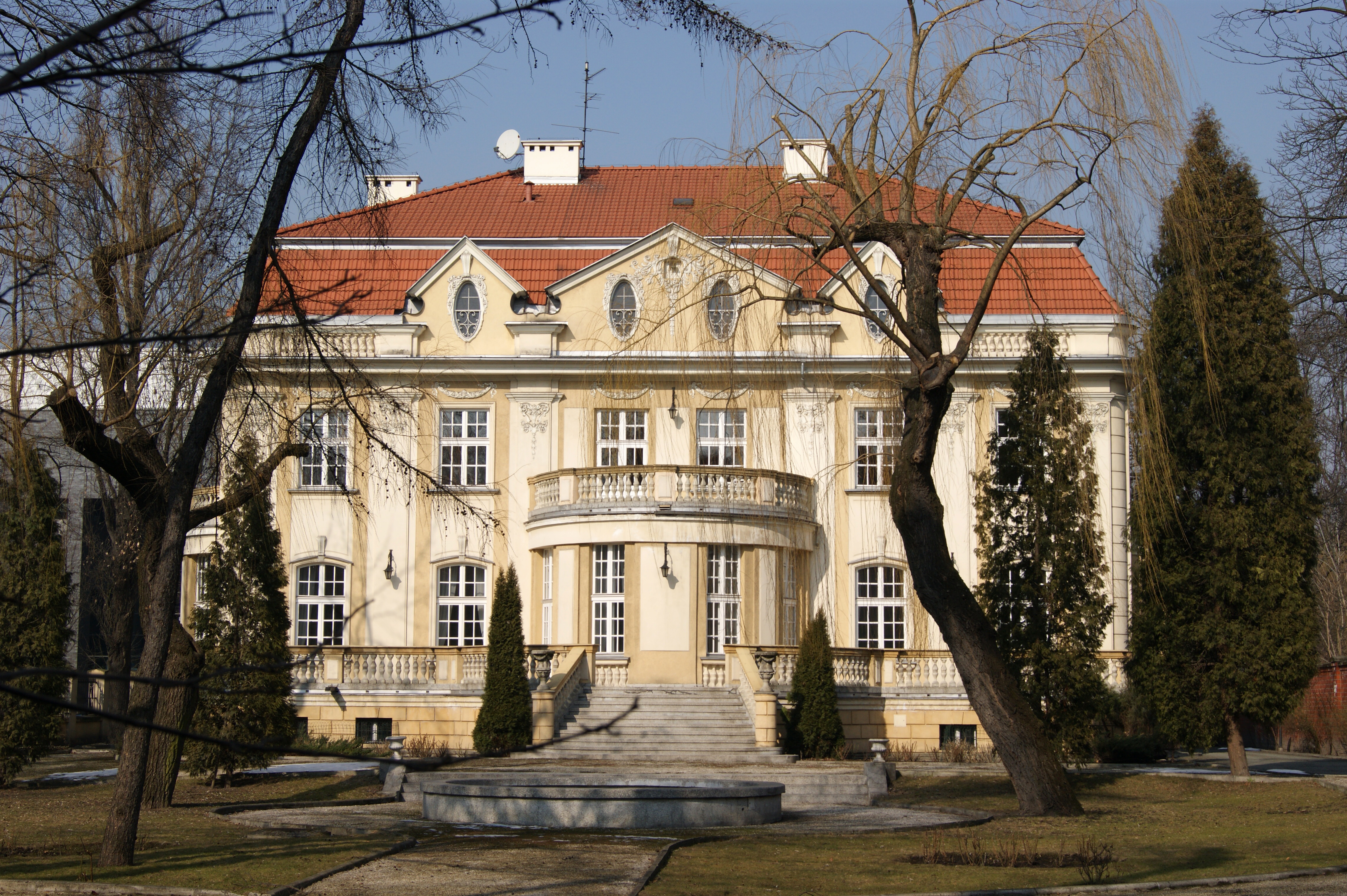
Willa Marii Lewalskiej (1923) Kraków,   ul. Krupnicza 42
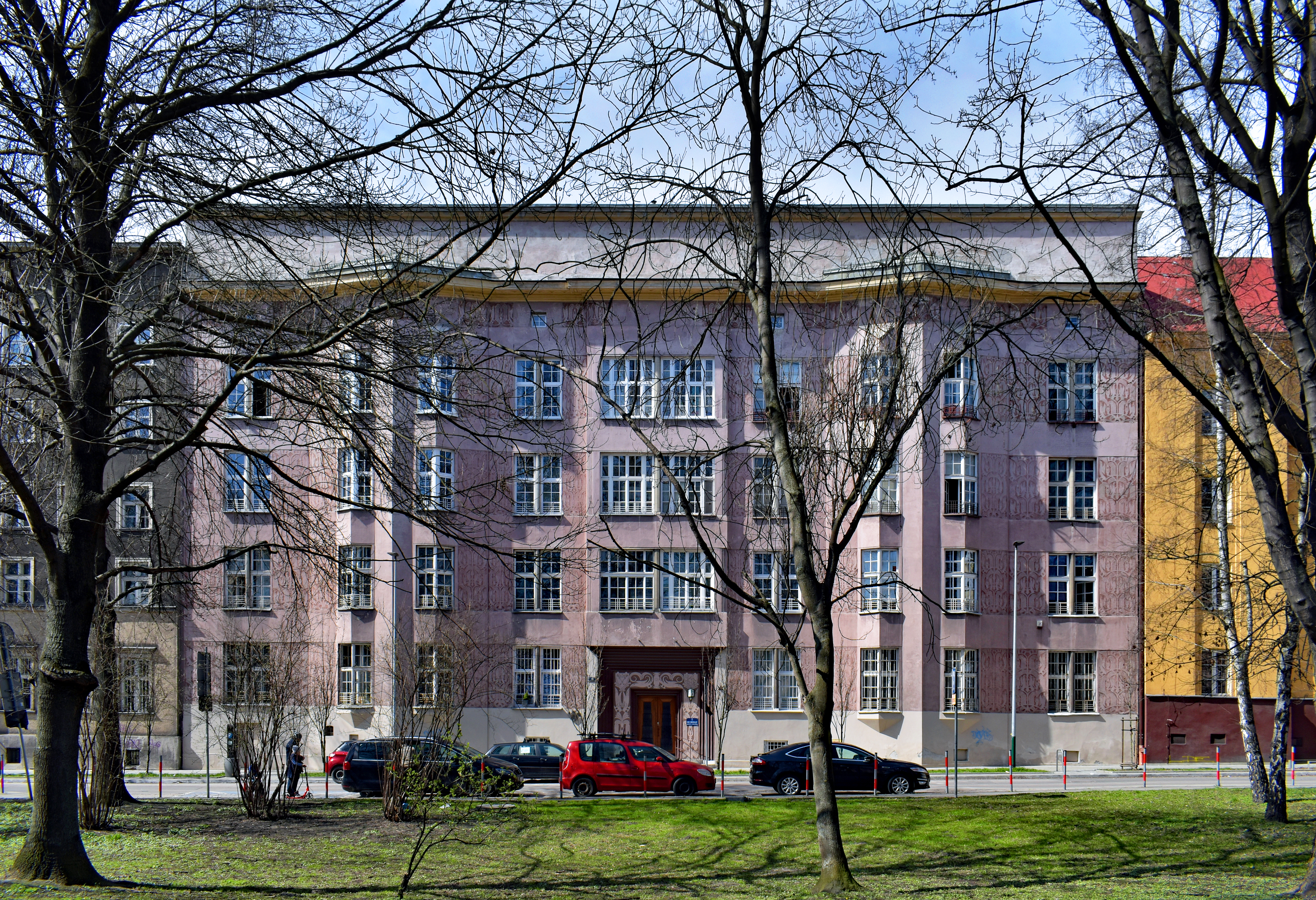
Dom Profesorów UJ (1925), Kraków,  pl. Inwalidów 4
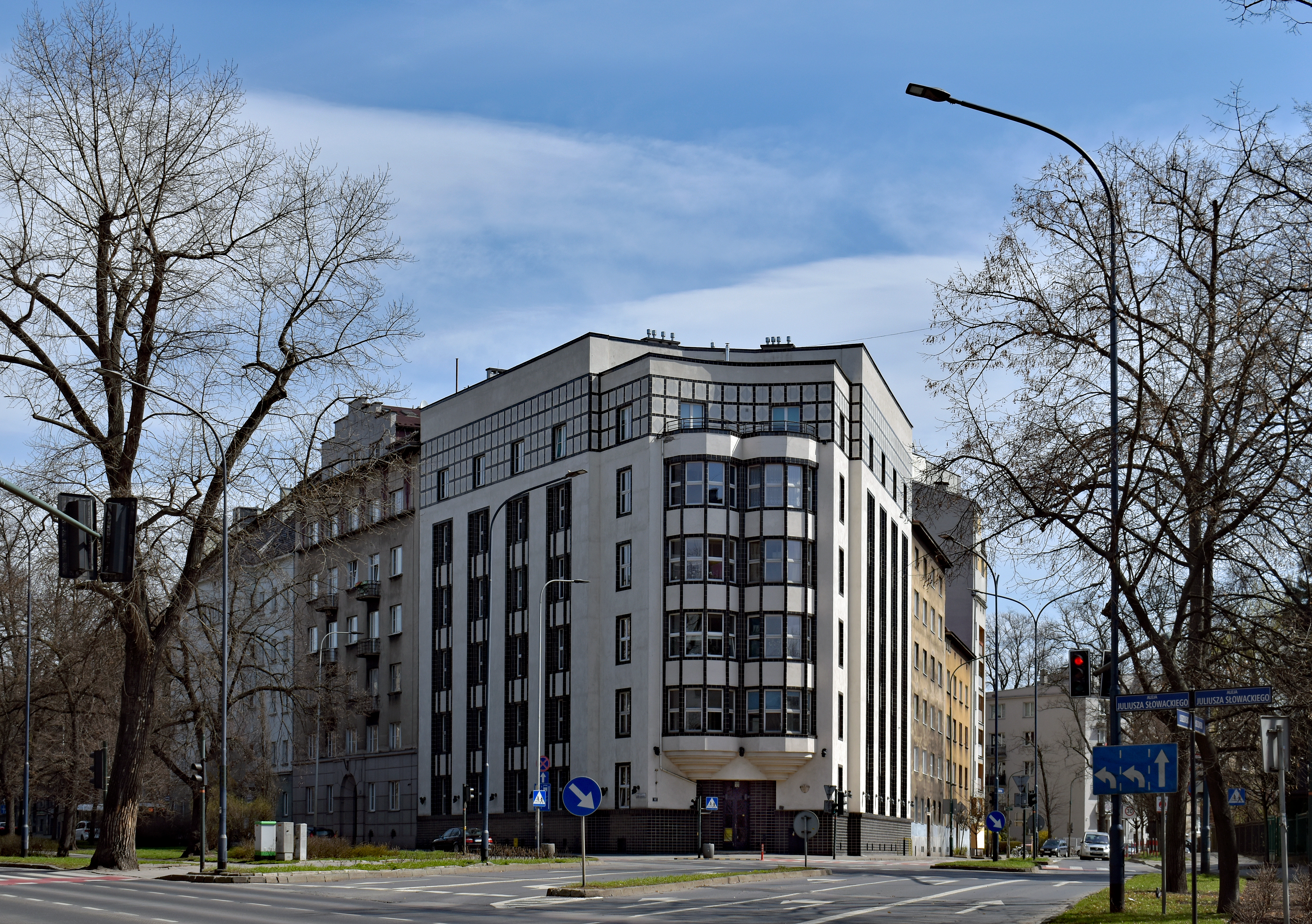
Dom Profesorów UJ (1928), Kraków,  al. Słowackiego 15
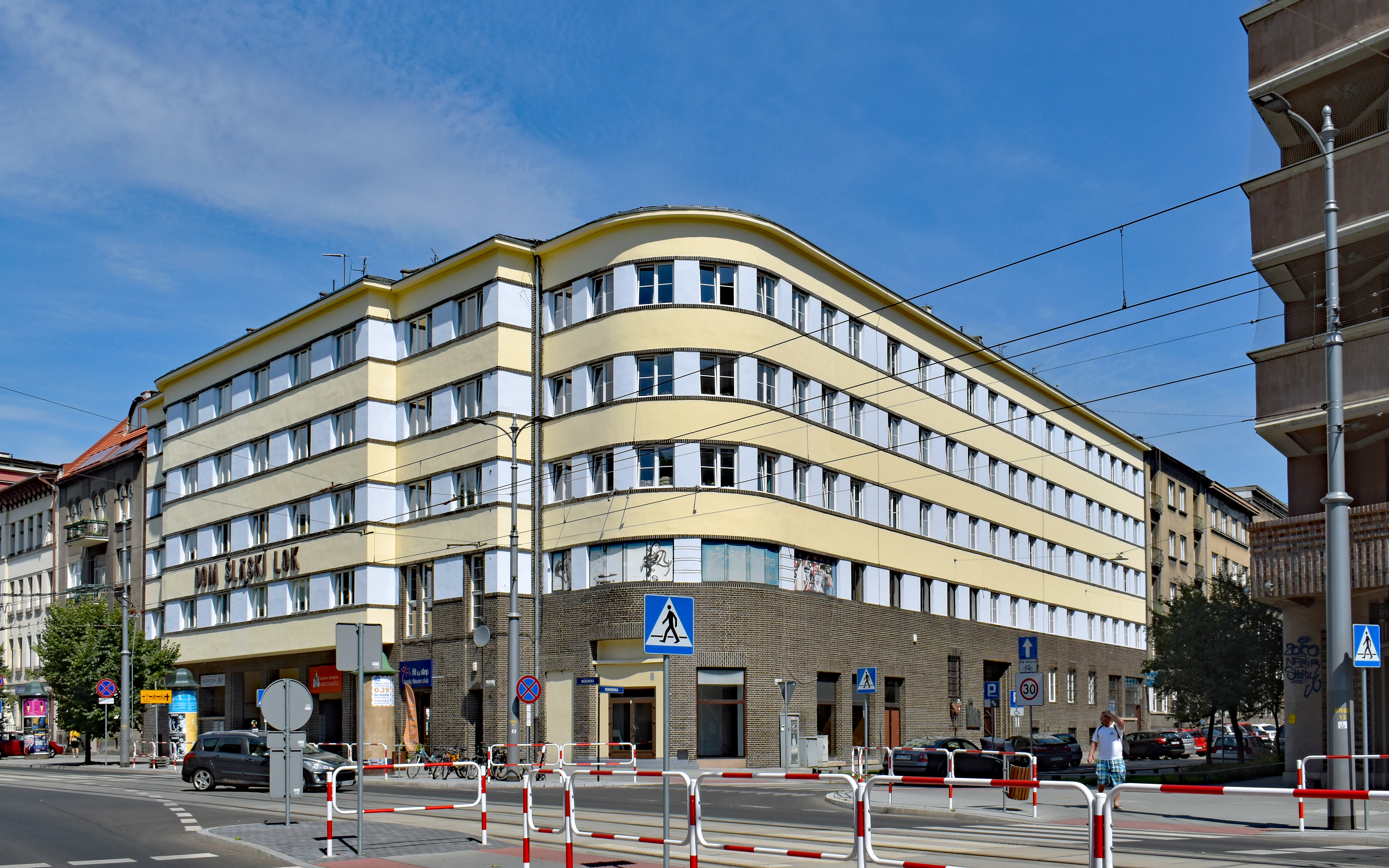
Dom Śląski (1932), Kraków,  ul. Królewska 1 (ul. Pomorska 2)
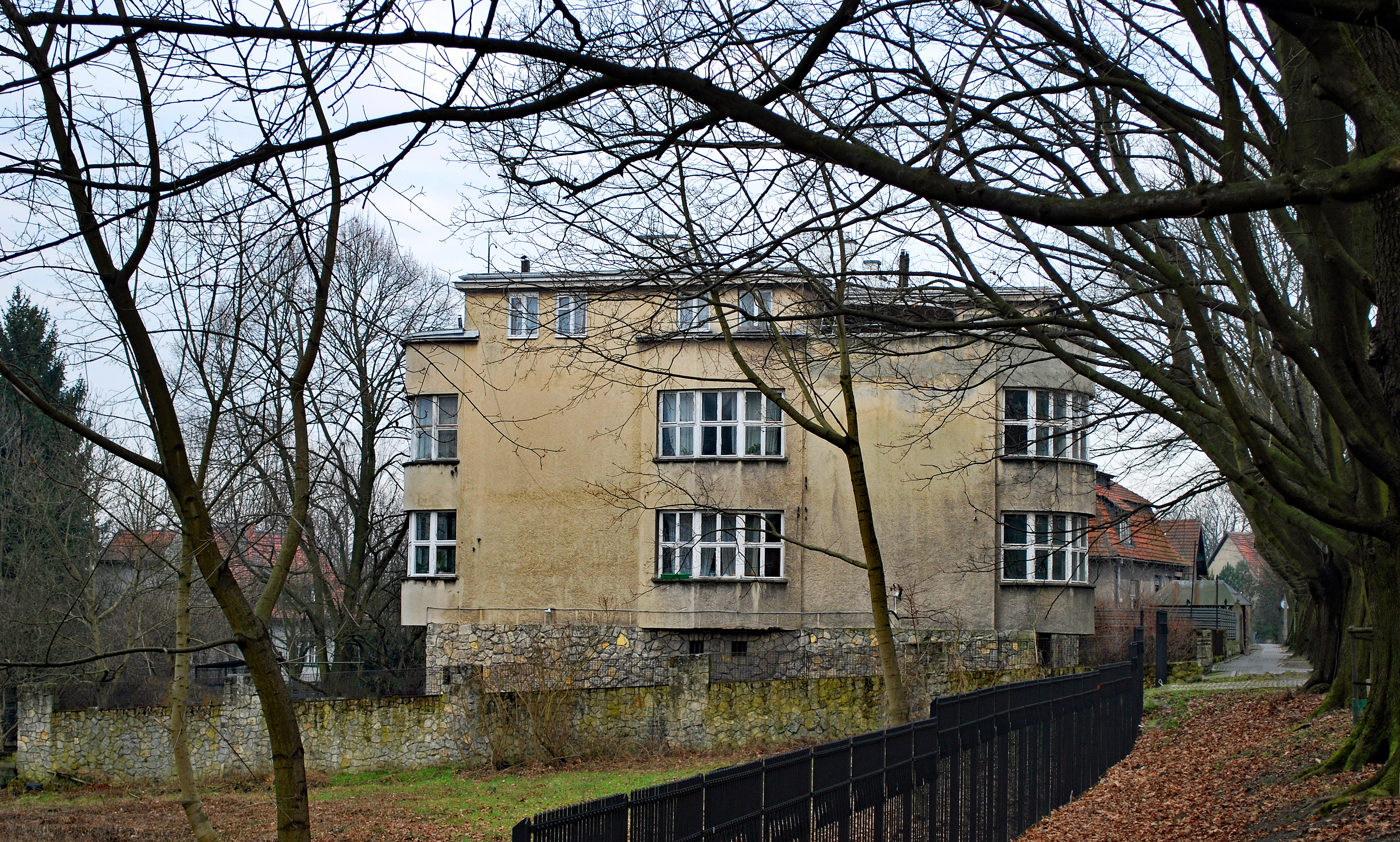
Modernistyczna willa (1935), Kraków,  ul. św Bronisławy 23